# مركبات كهربائية قابلة للشحن الخارجي

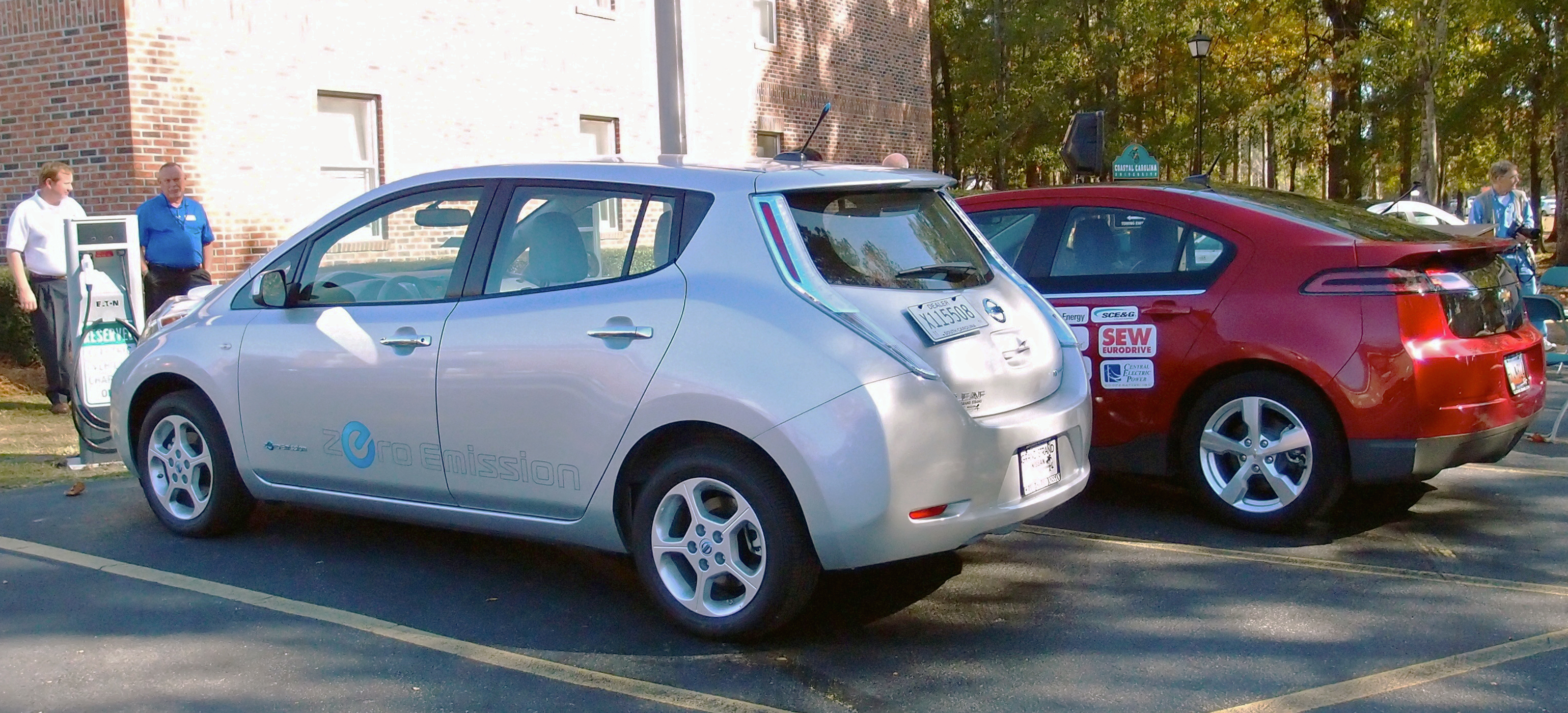
هذه أول أحد السيارات اللتي يتم شحنها

المركبة الكهربائية القابلة للشحن الخارجي، أي مركبة من مركبات nn يمكن إعادة شحنها من مصدر كهرباء خارجي، مثل مقابس الحائط، والكهرباء المخزنة في حزم البطاريات القابلة لإعادة الشحن التي تساهم في دفع العجلات. المركبات الكهربائية القابلة للشحن مجموعة فرعية من المركبات الكهربائية التي تشمل السيارات الكهربائية بالكامل أو السيارات الكهربائية التي تعمل بالبطاريات والمركبات الهجينة القابلة للشحن الخارجي.
تُصنف المركبات الكهربائية القابلة للشحن الخارجي على أنها مركبات طاقة جديدة. بدأت مبيعات الإنتاج الضخم من السيارات القابلة للشحن الخارجي من قبل شركات صناعة السيارات الكبرى في أواخر ديسمبر 2010، مع تقديم نيسان ليف الكهربائية بالكامل وشيفروليه فولت الهجينة القابلة للشحن.
تتمتع السيارات الموصولة بالكهرباء بالعديد من الفوائد مقارنة بالمركبات ذات محرك الاحتراق الداخلي التقليدية. تتميز المركبات الكهربائية بالكامل بتكاليف تشغيل وصيانة أقل، وتتسبب بنسبة أقل من تلوث الهواء المحلي أو قد لا ينتج عنها تلوث على الإطلاق، إذ تقلل الاعتماد على البترول وقد تقلل بشكل كبير من انبعاثات غازات الاحتباس الحراري، اعتمادًا على الكهرباء. تستحوذ المركبات الهجينة القابلة للشحن الخارجي على معظم هذه الفوائد عندما تعمل في الوضع الكهربائي الكامل.
حققت المبيعات العالمية التراكمية لسيارات الركاب القانونية الكهربائية القابلة للشحن، والمركبات الخفيفة متعددة الأغراض علامة المليون وحدة في سبتمبر 2015، و5 ملايين في ديسمبر 2018، و10 ملايين وحدة في عام 2020. لم يمثل قطاع السيارات الكهربائية القابلة للشحن- على الرغم من النمو السريع الذي نشهده- سوى 1 من كل 200 مركبة بمحرك (0.48%) على طرق العالم بحلول نهاية عام 2019، والتي شكلت الكهرباء النقية 0.32% منها.
أُدرجت تسلا مودل 3 كأكثر سيارة كهربائية مبيعًا في العالم من ناحية أهليّتها على الطرق السريعة خلال التاريخ، مع مبيعات عالمية بلغت أكثر من 800000 وحدة منذ إنشاءها، تليها نيسان ليف التي بلغت مبيعاتها 500000  وحدة بحلول ديسمبر 2020. تعدّ ميتسوبيشي أوتلاندر PHEV السيارة الهجينة الأكثر مبيعًا على الإطلاق في العالم، إذ بلغت مبيعاتها العالمية 270,000 وحدة حتى ديسمبر 2020.
احتوت الصين على أكبر مخزون في العالم من سيارات الركاب القانونية الكهربائية القابلة للشحن والمعدة للطرق السريعة، إذ بلغ عددها 4.5 مليون وحدة بحلول ديسمبر 2020، ممثلة 42% من المخزون العالمي من السيارات الكهربائية القابلة للشحن. احتلت أوروبا المرتبة التالية بأكثر من 3.2 مليون سيارة ركاب قابلة للشحن مع نهاية عام 2020، أي ما يمثل حوالي 30% من المخزون العالمي. بلغ إجمالي المبيعات التراكمية للولايات المتحدة حوالي 1.8 مليون سيارة قابلة للشحن بحلول ديسمبر 2020.
أصبحت ألمانيا اعتبارًا من ديسمبر 2020 الدولة الأوروبية الرائدة، إذ بلغت مبيعاتها التراكمية حوالي 700000 من السيارات القابلة للشحن والمسجلة منذ عام 2010، كما أنها قادت المبيعات في القارة في عامي 2019 و2020. تتمتع النرويج بأعلى معدل نفاذ إلى السوق بالنسبة للفرد في العالم، وحققت أيضًا في عام 2020 أكبر حصة سوقية سنوية مسجلة في السوق للمنتجات القابلة للشحن على الإطلاق، ما يقارب 75% من مبيعات السيارات الجديدة. أصبحت النرويج في أكتوبر 2018، أول دولة تكون فيها كل سيارة من عشر سيارات مسجلة هي سيارة كهربائية قابلة للشحن، وقد تجاوز مخزونها الإضافي المستخدم 15% في عام 2020.

## المزايا مقارنة بالمركبات ذات محركات الاحتراق الداخلي
تتمتع المركبات الكهربائية القابلة للشحن بالعديد من المزايا، وتشمل تحسين جودة الهواء، وتقليل انبعاثات غازات الاحتباس الحراري، وتقليل الضوضاء، ومزايا الأمن القومي. تعدّ السيارات الكهربائية القابلة للشحن وفقًا لمركز التقدم الأمريكي، جزءًا مهمًا من مجموعة التقنيات التي من المفترض أن تساعد الولايات المتحدة على تحقيق هدفها بموجب اتفاقية باريس، وهو خفض انبعاثات غازات الاحتباس الحراري بنسبة 26-28% بحلول عام 2025.

### تحسين نوعية الهواء
لا تصدر السيارات الكهربائية، بالإضافة إلى السيارات الهجينة القابلة للشحن والتي تعمل بالكهرباء بالكامل عندما تعتمد على مصدر الطاقة الداخلي، أي ملوثات ضارة من أنبوب العادم، مثل الجسيمات المعلقة (السخام)، والمركبات العضوية المتطايرة، والهيدروكربونات، وأول أكسيد الكربون، والأوزون، والرصاص، وأكاسيد النيتروجين المختلفة. تنبعث الجسيمات من السيارات الكهربائية على الرغم من ذلك على غرار سيارات محركات الاحتراق الداخلي، من الفرامل والإطارات.
تُحول انبعاثات ملوثات الهواء إلى مواقع محطات التوليد حيث يمكن التقاطها بسهولة أكبر من غازات المداخن اعتمادًا على مصادر الكهرباء المستخدمة لإعادة شحن البطاريات. قد تكسب المدن التي تعاني من مشاكل تلوث الهواء المزمنة، مثل لوس أنجلوس ومدينة ميكسيكو وسانتياغو وتشيلي وساو باولو وبكين وبانكوك وكاتماندو فوائد محلية للهواء النظيف، من خلال تحويل الانبعاثات الضارة إلى محطات توليد الكهرباء الموجودة خارج المدن.

### انخفاض انبعاثات غازات الاحتباس الحراري
لا تصدر السيارات الكهربائية القابلة للشحن التي تعمل اعتمادًا على الكهرباء بالكامل، غازات الاحتباس الحراري من مصدر الطاقة الداخلي فيها، ولكن من وجهة نظر تقييم «من البئر إلى العجلة»، يعتمد مدى الاستفادة أيضًا على الوقود والتكنولوجيا المستخدمة لتوليد الكهرباء، كاستخدام أنبوب عادم طويل للسيارات الكهربائية القابلة للشحن. يجب أن تُولد الكهرباء المستخدمة لإعادة شحن البطاريات من مصادر متجددة أو نظيفة مثل الرياح أو الطاقة الشمسية أو الطاقة الكهرومائية أو الطاقة النووية من منظور تحليل دورة الحياة الكاملة، حتى لا يكون للمركبات الكهربائية القابلة للشحن الخارجي أي انبعاثات تقريبًا أو تنعدم تمامًا.
تكون انبعاثات العادم وانبعاثات غازات الدفيئة، في حالة المركبات الكهربائية الهجينة القابلة للشحن والتي تعمل بالوضع الهجين، أقل مقارنة بالسيارات التقليدية بسبب الاقتصاد في استهلاك الوقود.
تعتمد أهمية الميزة المحتملة على مزيج مصادر التوليد، وبالتالي تختلف حسب البلد والمنطقة. يمكن لفرنسا على سبيل المثال، أن تحصل على فوائد كبيرة من انبعاثات السيارات الكهربائية الهجينة القابلة للشحن، إذ تأتي معظم طاقتها الكهربائية من محطات الطاقة النووية؛ وبالمثل، فإن معظم مناطق كندا تعمل بالطاقة الكهرومائية أو النووية أو الغاز الطبيعي التي ليس لها انبعاثات أو تكون منخفضة للغاية عند نقطة التوليد؛ وكذلك في ولاية كاليفورنيا، حيث تأتي معظم الطاقة من الغاز الطبيعي والمحطات الكهرومائية والنووية ويمكن أن تؤمن أيضًا فوائد كبيرة من الانبعاثات.
تمتلك المملكة المتحدة أيضًا إمكانات كبيرة للاستفادة من المركبات الكهربائية القابلة للشحن الخارجي، إذ تطغى المصادر منخفضة الكربون مثل توربينات الرياح على مزيج التوليد. لا يعدّ موقع المحطات مناسبًا مع ذلك، عند النظر في انبعاثات غازات الاحتباس الحراري لأن تأثيرها عالمي.
من الصعب توقع دورة حياة غازات الدفيئة، ولكن بالمقارنة مع السيارات ذات محرك الاحتراق الداخلي بشكل عام، والنظر في الانبعاثات الكبيرة التي تسببها بطارية السيارات الكهربائية أثناء تصنيع السيارة، فكمية الكربون الزائدة سيعوض عنها بعد عدة أشهر من القيادة.